# Кајоти Флатс (Тексас)
Кајоти Флатс (енгл. Coyote Flats) насељено је место без административног статуса у америчкој савезној држави Тексас.

## Демографија
По попису из 2010. године број становника је 312.
| Група             | 2000.    | 2010.       |
| Белци             | 0 (0,0%) | 289 (92,6%) |
| Афроамериканци    | 0 (0,0%) | 2 (0,6%)    |
| Азијати           | 0 (0,0%) | 0 (0,0%)    |
| Хиспаноамериканци | 0 (0,0%) | 21 (6,7%)   |
| Укупно            | 0        | 312         |